# Хониара (аэропорт)
Международный аэропорт Хониара, прежде известный как Аэропорт Хендерсон-Филд (ИАТА: HIR, ИКАО: AGGH) — коммерческий аэропорт, расположенный на острове Гуадалканал, Соломоновы Острова, в восьми километрах от столицы страны, города Хониара. Является единственным международным аэропортом Соломоновых Островов.
Во время Второй мировой войны японский десант спешно возводил взлётную полосу для авиаснабжения, но был выбит с позиции во время Гуадалканальской кампании. Аэродром, названный Хендерсон-Филд (Henderson Field, получил своё название в честь командира VMSB-241 Корпуса морской пехоты США майора Лофтона Хендерсона (Lofton Henderson), который первым привёл свою эскадрилью в сражение у атолла Мидуэй и первым погиб в ходе завязавшегося боя), был за несколько дней достроен американскими войсками, играл важную роль в обеспечении военных действий и некоторое время находился в фокусе сражения за Хендерсон-Филд. 

## Авиакомпании и пункты назначения

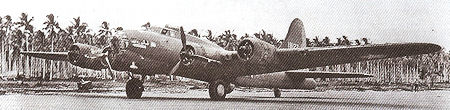
Руление Boeing B-17E 41-9122 (Eager Beavers) на двух двигателях в Хендерсон-Филд, 11-я бомбардировочная группа, 42-я бомбардировочная эскадрилья. 1943 год.